# STS-119
La STS-119 è una missione spaziale del Programma Space Shuttle, la 28° verso la Stazione spaziale internazionale e il volo di assemblaggio 15A. Il lancio dello Discovery era inizialmente previsto il 4 dicembre 2008, ma rinviato a causa di ritardi nelle missioni precedenti e successivamente per controlli alle tre valvole che regolano il flusso dell'idrogeno gassoso dai motori principali al serbatoio esterno. Lo Space Shuttle Discovery è regolarmente decollato il 15 marzo alle 23:43 UTC ed è atterrato il 28 marzo alle 19:14 UTC.

## Equipaggio
| Ruolo                   | Equipaggio                            | Equipaggio                            |
| ----------------------- | ------------------------------------- | ------------------------------------- |
| Comandante              | Lee Archambault, NASA Secondo volo    | Lee Archambault, NASA Secondo volo    |
| Pilota                  | Dominic A. Antonelli, NASA Primo volo | Dominic A. Antonelli, NASA Primo volo |
| Specialista di missione | Joseph M. Acaba, NASA Primo volo      | Joseph M. Acaba, NASA Primo volo      |
| Specialista di missione | Steven R. Swanson, NASA Secondo volo  | Steven R. Swanson, NASA Secondo volo  |
| Specialista di missione | Richard R. Arnold, NASA Primo volo    | Richard R. Arnold, NASA Primo volo    |
| Specialista di missione | John L. Phillips, NASA Terzo volo     | John L. Phillips, NASA Terzo volo     |

Equipaggio ISS Expedition 18 in partenza
- Koichi Wakata  (3) - Ingegnere di volo - JAXA

Equipaggio ISS Expedition 18 in ritorno
- Sandra Magnus (2) - Ingegnere di volo

Il numero tra parentesi indica il numero di voli spaziali eseguiti dall'astronauta compresa l'attuale missione.

## Statistiche della missione
- 156ª missione umana Americana nello spazio
- 125ª missione Shuttle
- 100ª missione dopo il disastro del Challenger
- 12ª missione dopo il disastro del Columbia
- 36ª missione del Discovery
- 28ª missione di assemblaggio della ISS

## Stemma
Al centro del simbolo è presente la Stazione Spaziale Internazionale, nella quale è evidenziato in giallo il segmento S6 che verrà installato durante questa missione. Il modulo Kibo è raffigurato con un cerchio rosso. Lo Shuttle è disegnato con una scia che forma la bandiera statunitense, che rappresenta gli sforzi degli Stati Uniti e degli astronauti statunitensi nel programma spaziale. Nel simbolo sono presenti 17 stelle, che rappresentano i sacrifici degli equipaggi dell'Apollo 1, dello Space Shuttle Challenger e dello Space Shuttle Columbia.

## Missione
Lo scopo principale della missione è costituito dal trasporto e l'installazione del segmento S6 sulla Stazione Spaziale Internazionale. Inoltre, la missione servirà per la normale rotazione dell'equipaggio a bordo della stazione.

### Carico della Missione
Il carico principale della missione è costituito dal segmento S6, che contiene il relativo gruppo di pannelli solari. Il segmento è l'ultimo mancante sulla Stazione Spaziale. Inoltre saranno effettuati molti esperimenti, come lo Shuttle Ionospheric Modification with Pulsed Local EXhaust (SIMPLEX), lo Shuttle Exhaust Ion Turbulence Experiments (SEITE) e il Maui Analysis of Upper Atmospheric Injections (MAUI).
Come nella missione STS-126, anche in questo lancio verranno inseriti dei sensori per raccogliere dati aggiuntivi durante il lancio. Essi aiuteranno gli ingegneri a risolvere alcuni problemi relativi alle oscillazioni di spinta presenti nelle analisi preliminari sul nuovo vettore Ares I, destinato a sostituire (assieme all'Ares V) lo Space Shuttle.
Inoltre l'esperimento Boundary Layer Transition Detailed Test Objective prevederà l'inserimento di una mattonella speciale nello scudo termico dello Space Shuttle. Questa mattonella presenta una sporgenza di circa 6,4 mm rispetto alle altre in modo da simulare la presenza di un gap filler sporgente. I gap filler sono spessori inseriti tra le mattonelle per compensare le espansioni termiche di queste ultime. Tredici sensori misureranno gli effetti di questa sporgenza sui flussi aerodinamici e forniranno nuovi dati per mitigare gli effetti di un eventuale gap filler sporgente.. Un tale problema si era verificato durante la missione STS-117.

### Pre-lancio

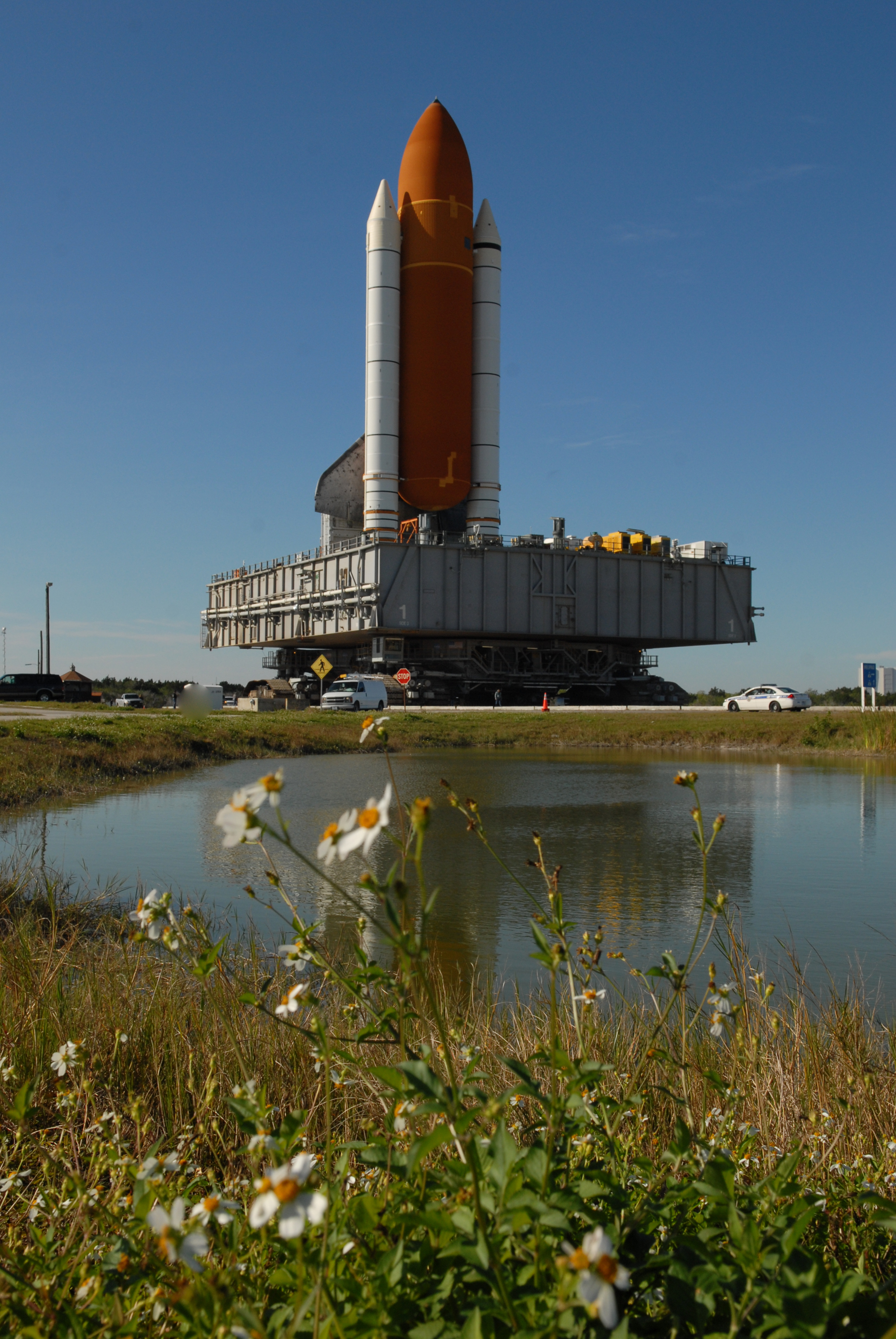
Il Discovery viene trasportato alla piattaforma di lancio 39A

Lo Space Shuttle Discovery è stato spostato il 7 gennaio 2009 dall'Orbiter Processing Facility al Vehicle Assembly Building. Il carico, costituito dal quarto ed ultimo gruppo di pannelli solari, il segmento S6, è giunto al complesso di lancio 39 l'11 gennaio.
Nella stessa giornata è stato completato l'assemblaggio del Discovery, con il montaggio dell'Orbiter sul serbatoio esterno e dei Solid Rocket Booster.
Lo Shuttle venne spostato sulla piattaforma di lancio 39A il 14 gennaio. Il trasferimento a bordo del Crawler-transporter era stato programmato per le 19:00 UTC, ma è stato rinviato alle 20:17 UTC a causa di un problema con i riscaldatori della Mobile Launcher Platform, che vengono utilizzati quando la temperatura scende sotto i 7 °C.
Lo spostamento dello Shuttle è stato completato dopo 7 ore, alle 05:16 UTC.
Il 21 e 22 gennaio i manager della missione si incontrarono per la verifica della missione (Flight Readiness Review), e venne concessa l'autorizzazione di procedere con la data di lancio del 12 febbraio. Una successiva verifica rinviò la data di lancio al 22 febbraio.

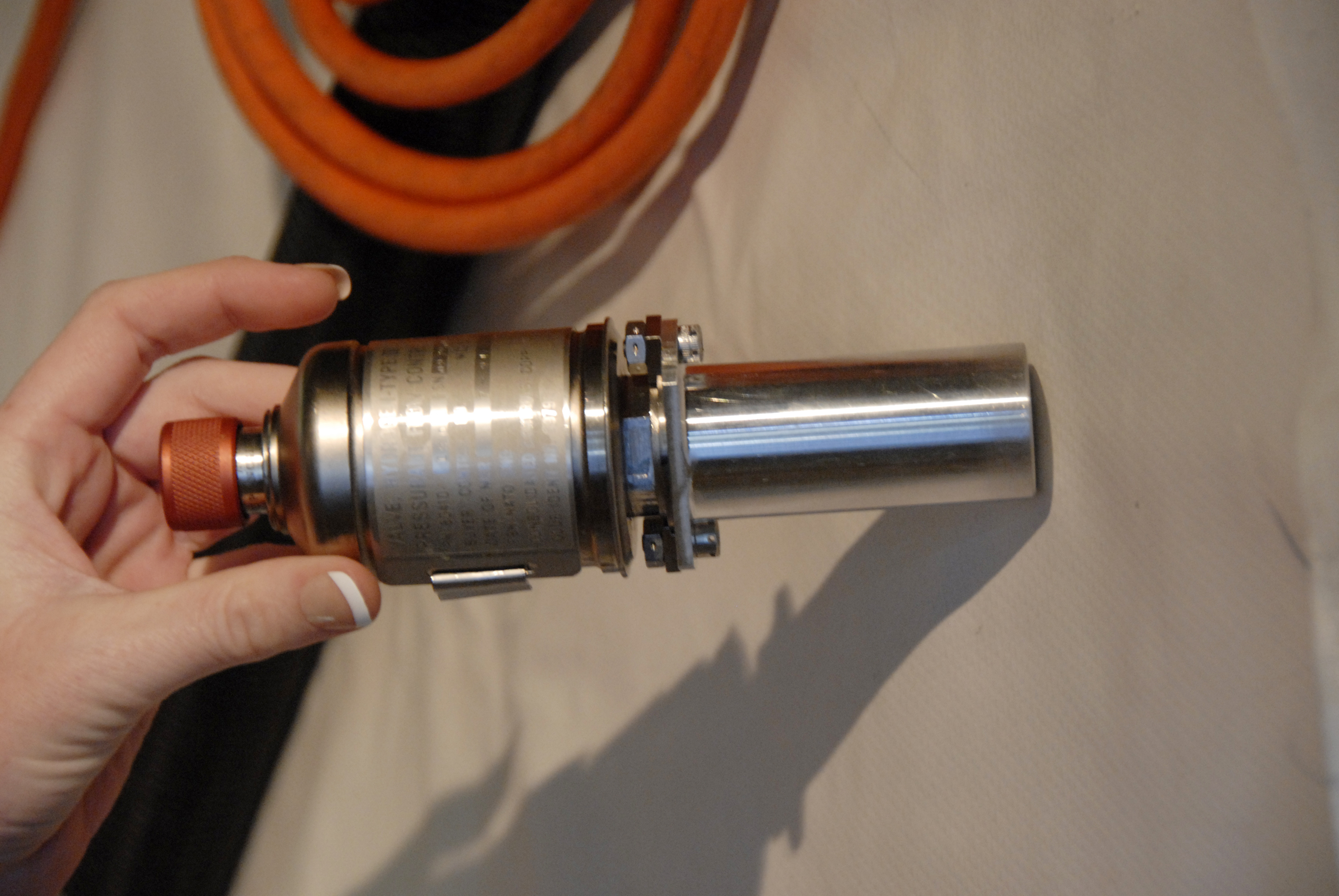
Una delle valvole di controllo del flusso dell'idrogeno dopo la rimozione dal Discovery

Dopo l'ultima missione dell'Endeavour (STS-126) venne scoperto che una valvola dell'idrogeno era danneggiata. Le valvole di flusso dell'idrogeno (Gaseous Hydrogen flow control valves) hanno la funzione di regolare il flusso dell'idrogeno gassoso tra i propulsori principali e il serbatoio esterno. Nello Space Shuttle è presente una valvola per ognuno dei tre propulsori. La regolazione del flusso di idrogeno è necessaria per l'invio di quest'ultimo ad una pressione corretta e preservare l'integrità strutturale del serbatoio.
Man mano che i propulsori consumano il propellente, il livello dell'idrogeno e dell'ossigeno liquido nei due serbatoi diminuisce. Per contrastare il vuoto che viene creato, i propulsori convertono l'idrogeno liquido in forma gassosa e lo inviano al serbatoio esterno. Le valvole regolano la quantità di idrogeno gassoso che è inviato al serbatoio esterno.
Durante la missione dell'Endeavour STS-126, i controllori di volo hanno rilevato che una delle valvole stava regolando il flusso di idrogeno gassoso ad un tasso superiore al previsto. Per compensare le altre due valvole hanno diminuito la quantità di idrogeno gassoso, e non si sono verificati problemi. Al ritorno dell'Endeavour, il sistema di propulsione è stato ispezionato e gli ingegneri hanno scoperto che la valvola era danneggiata.
La preoccupazione dei responsabili NASA era dovuta ad una possibile rottura della valvola durante il lancio, che potrebbe causare:
1. una rottura della linea di idrogeno gassoso, che comporterebbe una perdita di pressione del serbatoio dell'idrogeno del serbatoio esterno e di conseguenza lo spegnimento di un propulsore
2. un eccesso di pressione del serbatoio dell'idrogeno, che costringerebbe l'apertura di una valvola di sfogo e la fuoriuscita di idrogeno in una area ricca di ossigeno.

Per precauzione sono state quindi controllate anche quelle del Discovery. La procedura ha compreso la rimozione, l'ispezione e la reinstallazione delle tre valvole. Esse controllano la pressione dell'idrogeno liquido dal serbatoio esterno verso i propulsori principali dell'orbiter. Questo controllo ha fatto slittare la data di lancio inizialmente al 27 febbraio e in seguito al 15 marzo.

## Cronologia

### Mercoledì 11 marzo (lancio rinviato)
Il lancio è stato rinviato durante la fase di caricamento del serbatoio esterno. Infatti è stata rilevata una perdita di idrogeno liquido. I responsabili di missione hanno fissato una nuova data di lancio per domenica 15 marzo. A causa di questo rinvio le attività extraveicolari effettuate dagli astronauti saranno 3 invece delle 4 previste. Il Discovery infatti deve terminare la sua missione e sganciarsi dalla stazione spaziale il 25 marzo, per non incrociare la navetta Sojuz, che sarà lanciata il 26 marzo e attraccherà alla stazione due giorni dopo.

### Domenica 15 marzo (1º giorno, lancio)

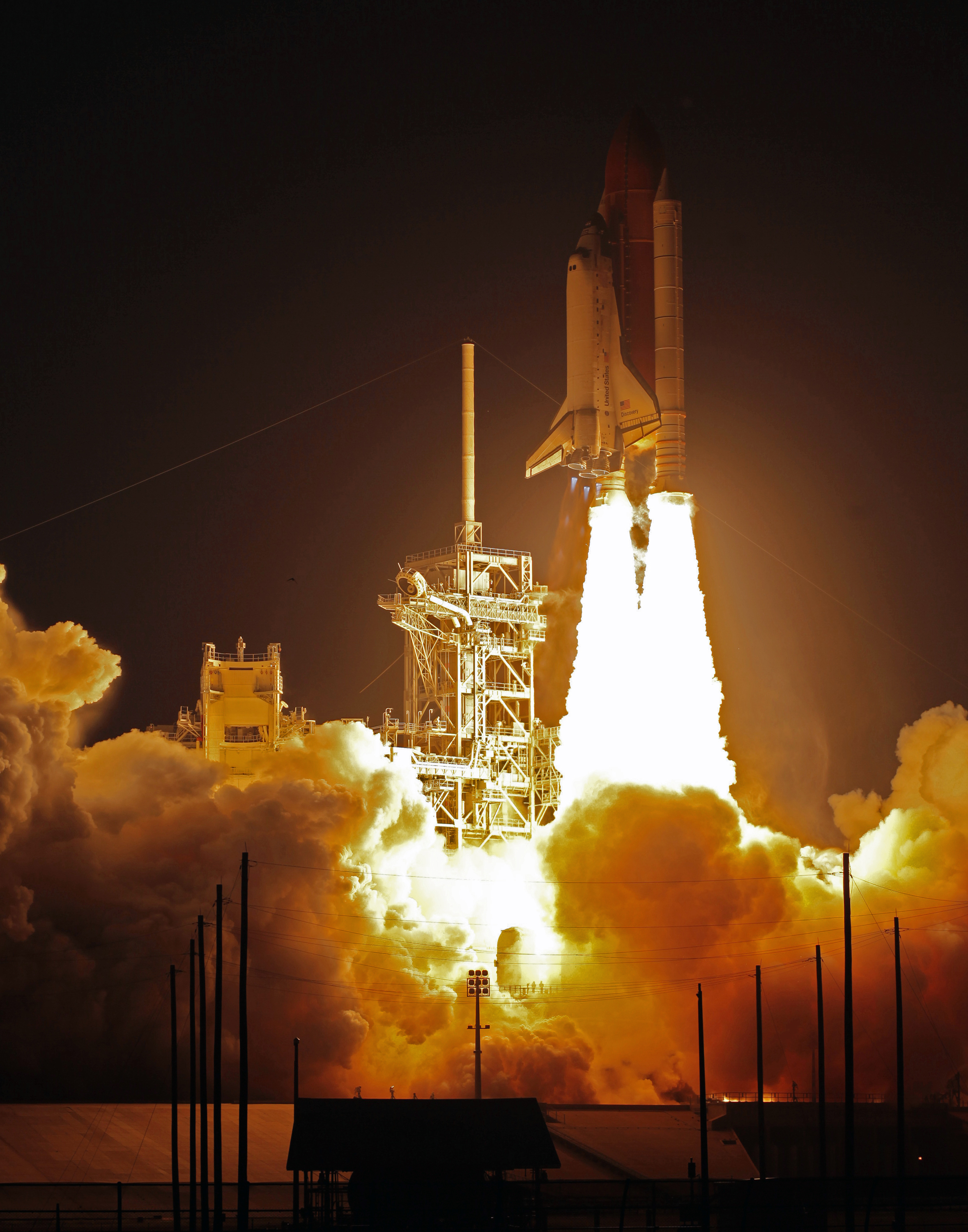
Decollo dello Space Shuttle Discovery

Le procedure di caricamento dell'idrogeno e dell'ossigeno liquido sono iniziate alle 15:06 UTC e si sono concluse alle 17:28 UTC. Non si è verificato alcun inconveniente simile alla perdita che ha fatto slittare il lancio di qualche giorno. Gli astronauti sono giunti alla piattaforma di lancio 39A e hanno preso posto a bordo del Discovery alle 21:38 UTC.
Dopo le consuete procedure pre-decollo, il controllo missione ha confermato il lancio alle 23:31 UTC. Alle 23:43 il Discovery è decollato regolarmente, e pochi minuti dopo ha raggiunto l'orbita terrestre.
Dopo il raggiungimento dell'orbita, l'equipaggio del Discovery ha iniziato le consuete attività, tra cui l'apertura dei portelli della stiva di carico dello Shuttle, l'estensione dell'antenna in banda Ku e l'attivazione del braccio robotico.
Il tramonto del sole, avvenuto poco prima del decollo, ha contribuito alla spettacolarità dell'evento, colorando la colonna di gas che si sprigionava dai razzi a combustibile solido e dai tre propulsori principali. "Ho visto molti lanci," ha commentato il Direttore di Lancio Michael D. Leinbach durante la conferenza tenutasi dopo il decollo, "e questo è stato il più bel lancio mai visto".

### Lunedì 16 marzo (2º giorno)
Il pilota Antonelli e il comandante Archambault hanno attivato i propulsori di manovra del Discovery per correggere la rotta verso la stazione spaziale. Successivamente Antonelli si è unito ad Acaba e Philips per compiere l'analisi dello scudo termico del Discovery attraverso i sensori dell'Orbiter Boom Sensor System collegato al braccio robotico.
Il resto dell'equipaggio ha compiuto le attività di routine in preparazione all'aggancio con la stazione spaziale, tra cui la preparazione dei materiali da trasferire, il controllo delle tute spaziali e l'estensione dell'anello di attracco. Sulla stazione i tre astronauti hanno iniziato i preparativi per l'arrivo dello Shuttle e il controllo delle macchine fotografiche che saranno impiegate per le riprese del Discovery durante la Rendezvous Pitch Maneuveour.
Nel frattempo gli ingegneri NASA hanno controllato le immagini e i video del decollo, per controllare eventuali detriti pericolosi. È stato rilevato un frammento che tuttavia non ha colpito l'orbiter, proveniente da una copertura dei propulsori del Reaction Control System. Queste coperture sono progettate per staccarsi durante il lancio. Tuttavia, un distacco "in ritardo" potrebbe costituire un problema. Nel caso della missione STS-119 gli esperti hanno assicurato che non è stato causato alcun danno, anche se la copertura avesse urtato l'orbiter.

### Martedì 17 marzo (3º giorno)
Il comandante Archambault e il pilota Antonelli hanno effettuato l'ultima correzione orbitale per raggiungere la stazione. Quando il Discovery si è portato a qualche centinaio di metri ha iniziato la consueta Rendezvous Pitch Maneuver, in modo da permettere agli astronauti della stazione spaziale di riprendere delle immagini ad alta risoluzione dello scudo termico che sono state successivamente inviate a Terra per le analisi. Alle 21:19 UTC il Discovery ha attraccato alla stazione spaziale e alle 23:09 UTC si sono aperti i portelli. L'equipaggio della stazione ha accolto calorosamente gli astronauti del Discovery a bordo della stazione.

### Mercoledì 18 marzo (4º giorno)

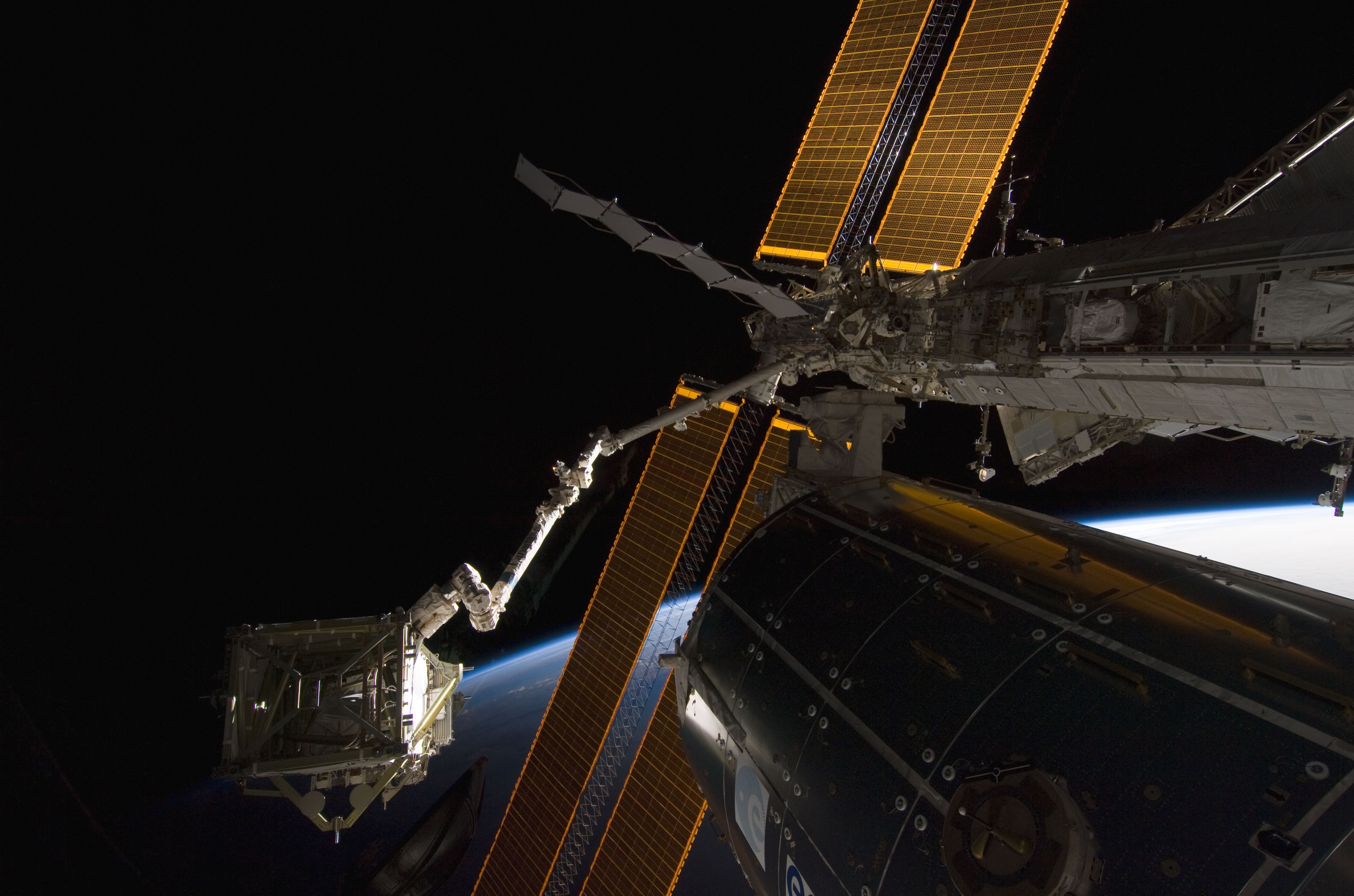
Il segmento S6, agganciato al braccio robotico della stazione spaziale

La giornata è stata occupata principalmente dalle attività robotiche relative al posizionamento del segmento S6 della stazione spaziale. Attraverso il braccio robotico della stazione spaziale è stato agganciato e rimosso il componente dalla stiva di carico dello Space Shuttle. Successivamente il componente è stato agganciato al braccio robotico del Discovery, in modo da liberare poterlo spostare nei pressi del Mobile Transporter della stazione. Infine, il segmento S6 è stato nuovamente agganciato dal braccio robotico della stazione spaziale. Gli astronauti hanno quindi spostato il nuovo componente in una posizione temporanea. L'installazione del nuovo componente della stazione sarà completato durante la prima passeggiata spaziale, prevista per giovedì 19. In preparazione delle attività extraveicolari, Swanson e Arnold hanno trascorso la notte nel Joint Airlock.

### Giovedì 19 marzo (5º giorno)

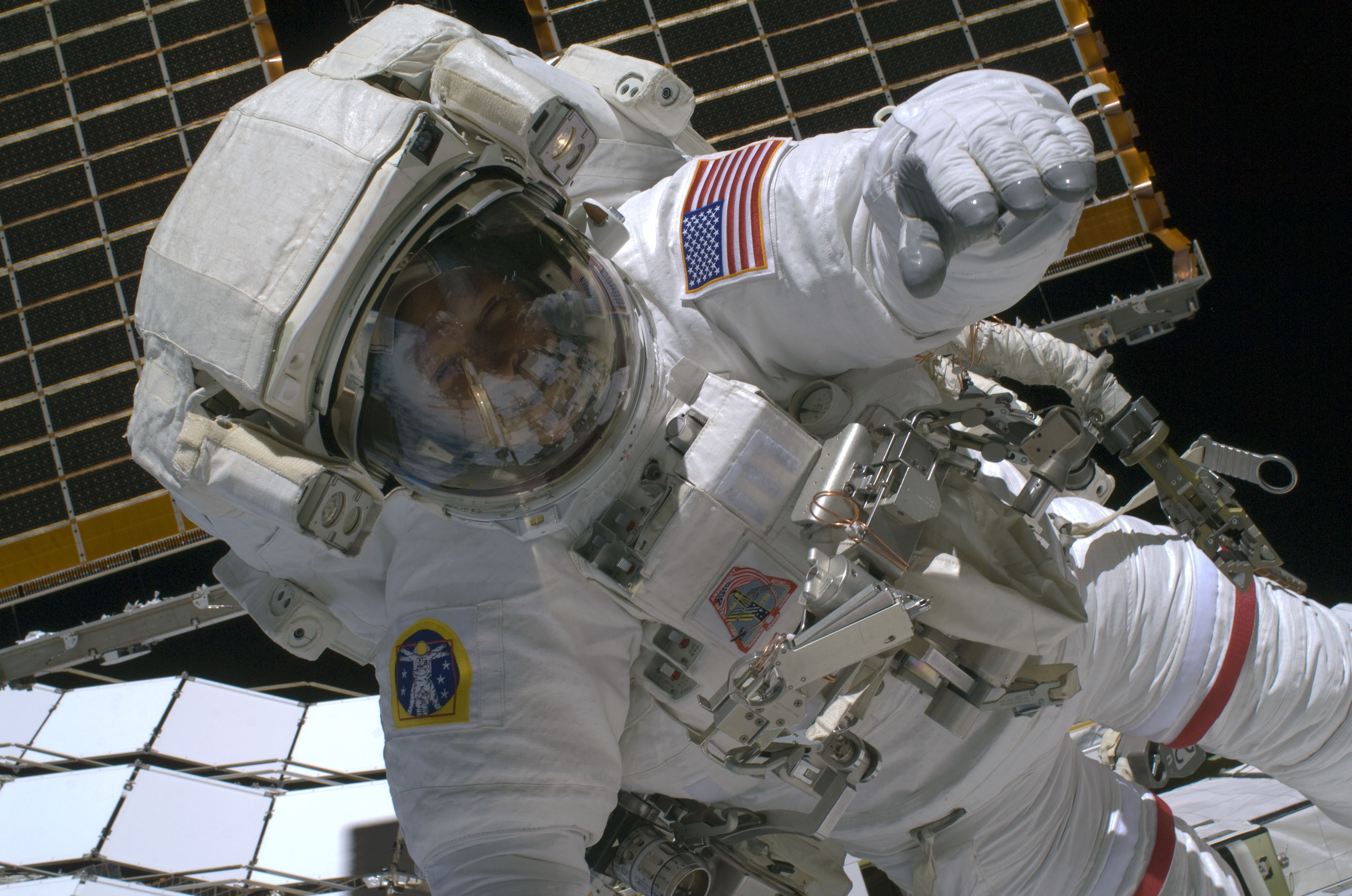
L'astronauta Swanson durante la prima passeggiata spaziale

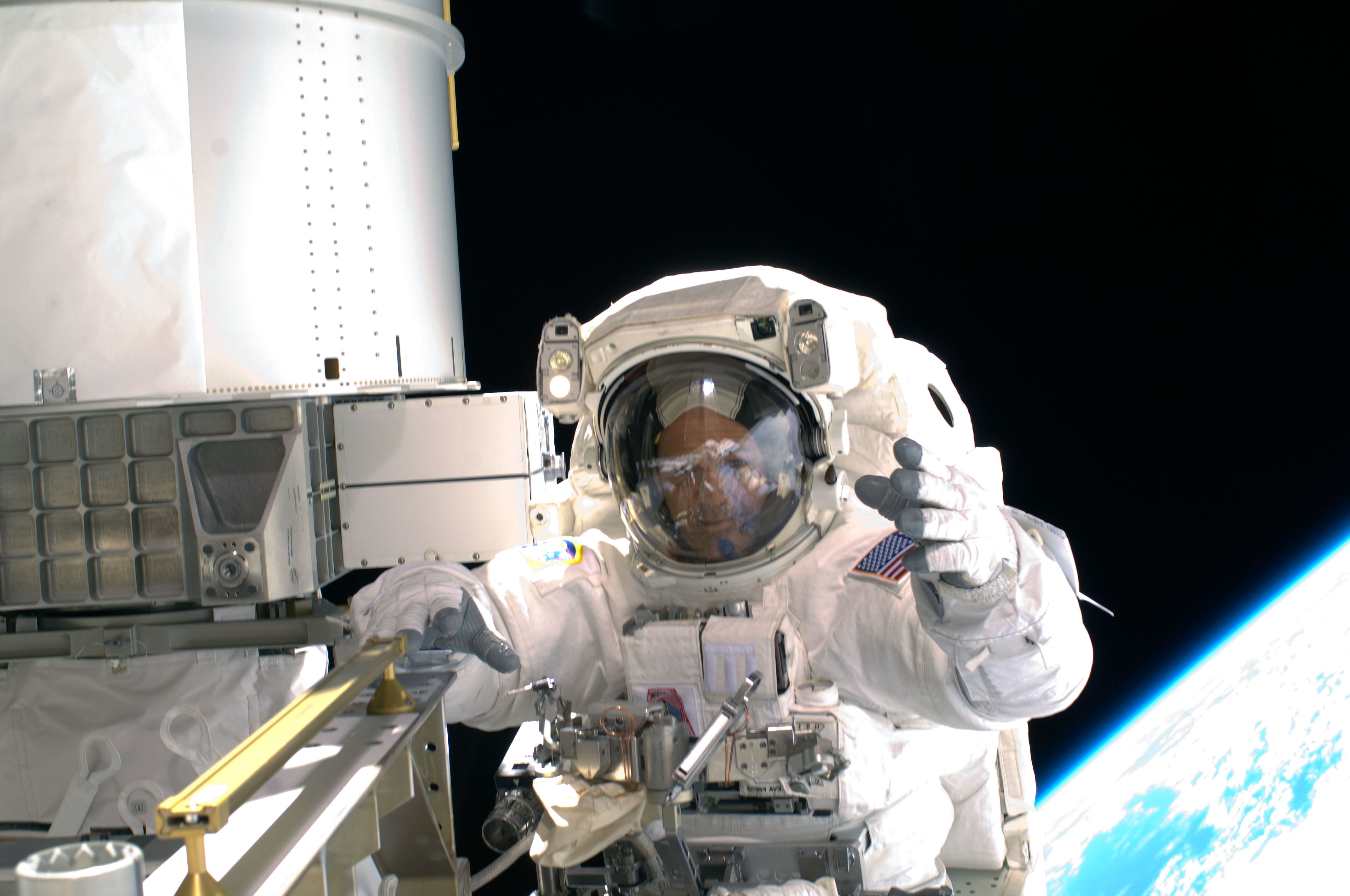
L'astronauta Arnold durante la prima passeggiata spaziale

La prima passeggiata spaziale è iniziata alle 17:16 UTC. Swanson e Arnold si sono spostati sul segmento S5, nei pressi del quale era presente il nuovo segmento S6. All'interno della stazione Wakata era al comando del braccio robotico della stazione a cui era ancorato il nuovo componente. Dopo aver avvicinato lentamente il nuovo componente al segmento S5, gli astronauti hanno iniziato a fissarlo e a stabilire i collegamenti con il resto della stazione.  Essi comprendono i cavi per i dati, per la potenza e i tubi per i fluidi. In seguito hanno installato un radiatore per il raffreddamento, hanno installato i Beta Gimbal Assembly, che contengono i supporti per il sostegno dei pannelli. Le attività extraveicolari sono terminate alle 23:23 UTC, dopo 6 ore e 7 minuti. Il dispiegamento dei pannelli solari è stato completato il giorno successivo.

### Venerdì 20 marzo (6º giorno)
L'attività principale della giornata è costituita dal dispiegamento dei pannelli solari. Questa operazione ha una durata prevista tra le 3 e le 5 ore. È stata studiata una nuova procedura per l'operazione, in modo da evitare i problemi che si sono verificati con i pannelli solari del segmento P6 durante la missione STS-116. In particolare, i pannelli sono stati dispiegati lentamente per metà lunghezza, per poi lasciarli fermi per circa 35 minuti, in modo da permettere ai pannelli di scaldarsi. In questo modo si riduce il rischio che alcuni pannelli aderiscano tra loro. Successivamente è stato completato il dispiegamento.

### Sabato 21 marzo (7º giorno)

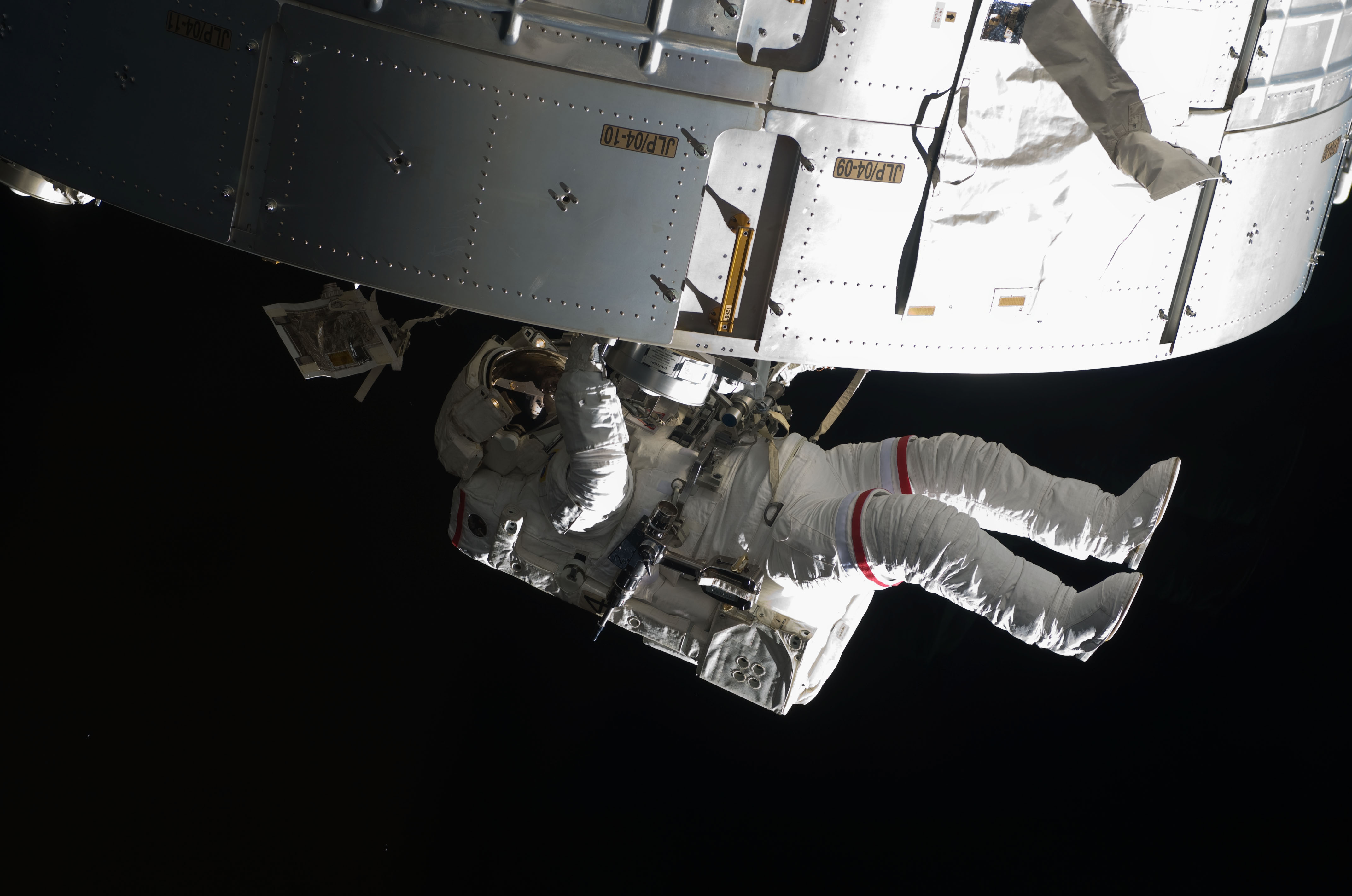
Swanson durante la seconda passeggiata spaziale

Gli astronauti Acaba e Swanson hanno effettuato la seconda passeggiata spaziale, che è iniziata alle 17:51 UTC ed è terminata alle 11:21 UTC, dopo 6 ore e 30 minuti. Dopo essersi portati nei pressi del segmento P6, all'altra estremità della stazione spaziale rispetto al nuovo segmento S6, hanno effettuato alcune operazioni per facilitare la sostituzione delle batterie del segmento P6, compito che verrà svolto nella missione STS-127. In particolare hanno allentato alcuni bulloni delle batterie, predisposto agganci per i piedi e preparato l'attrezzatura. In seguito si sono spostati sul segmento P3 per installare un Unpressurized Cargo Carrier Attachment System (UCCAS). L'UCCAS è un sistema per l'aggancio di equipaggiamenti e materiali all'esterno della stazione spaziale. Gli astronauti hanno tuttavia incontrato qualche difficoltà, dovute ad un braccio che non era allineato correttamente. Il controllo missione ha quindi deciso di rimandare il completamento di questo compito per passare alle altre operazioni con priorità maggiore. Swanson ha quindi installato sul laboratorio Kibō la seconda antenna GPS, che servirà per il sistema di guida della navetta giapponese HTV. Contemporaneamente Acaba ha ripreso alcune immagini in infrarosso dei radiatori presenti sui segmenti S1 e P1. Queste immagini serviranno per verificare lo stato di usura dei radiatori. Alle 18:38 UTC, a causa di un problema dei Control Moment Gyroscopes (CMG), l'assetto della stazione spaziale è stato momentaneamente trasferito ai sistemi del Discovery. L'inconveniente era previsto dai responsabili della missione, e non ha avuto alcun impatto sulle attività degli astronauti.

### Domenica 22 marzo (8º giorno)
La giornata di domenica è stata impiegata per il trasferimento dei rifornimenti e dell'equipaggiamento tra il Discovery e la stazione spaziale. Inoltre, è stato testato l'unità per il riciclaggio dell'urina, parte di un sistema di riciclaggio dell'acqua che è stato portato a bordo della stazione nella missione STS-126. Una unità di distillazione è stata sostituita, poiché presentava dei malfunzionamenti, e Fincke e Magnus hanno condotto delle prove di funzionamento per accertarsi del suo funzionamento.
Acaba e Arnold hanno preparato gli strumenti e l'equipaggiamento per la terza passeggiata spaziale e hanno trascorso la notte nel Joint Airlock.

### Lunedì 23 marzo (9º giorno)

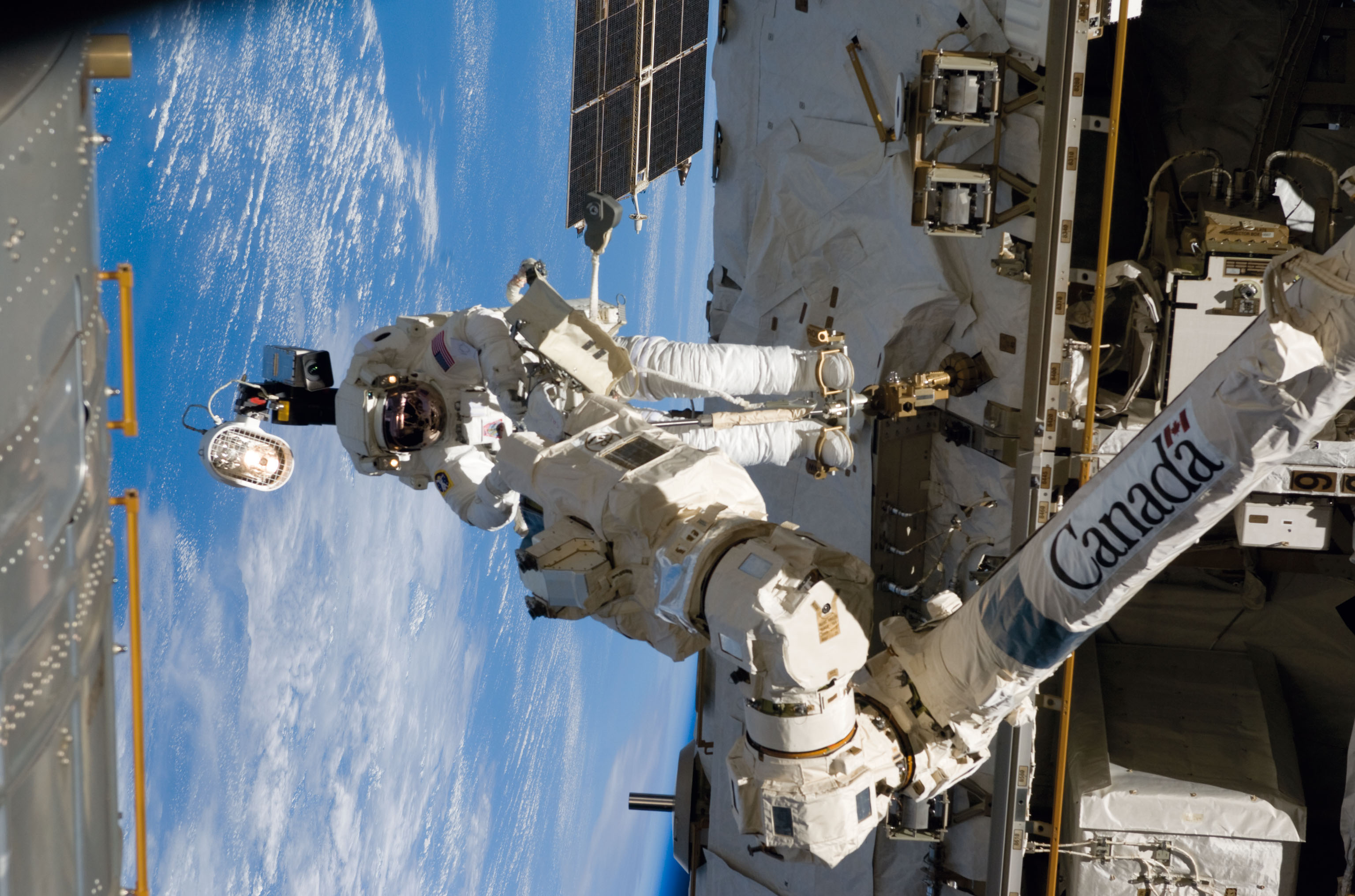
Arnold, durante la terza passeggiata spaziale, lubrifica l'estremità del braccio robotico dello Shuttle

Gli astronauti Acaba e Arnold hanno iniziato la terza ed ultima passeggiata spaziale alle 15:37 UTC.
Inizialmente hanno riposizionato due Crew Equipment Carts da un lato all'altro del Mobile Transporter, in modo da facilitare la futura installazione (durante la missione STS-127) del componente Exposed Facility del laboratorio Kibō. Successivamente hanno cercato di continuare l'installazione dell'UCCAS, purtroppo senza successo. Questo compito sarà quindi rinviato alle future missioni. Infine hanno effettuato la lubrificazione di una estremità del braccio robotico del Discovery. La passeggiata spaziale è terminata alle 23:21 UTC, dopo 6 ore e 27 min.
All'interno della stazione spaziale sono proseguiti i test con il sistema di riciclaggio dell'acqua. Gli astronauti hanno raccolto circa 6,8 litri d'acqua riciclata per portarla nei laboratori di analisi per ulteriori test. Se questi daranno esito positivo sulla potabilità dell'acqua, gli astronauti inizieranno a consumarla regolarmente.

### Martedì 24 marzo (10º giorno)

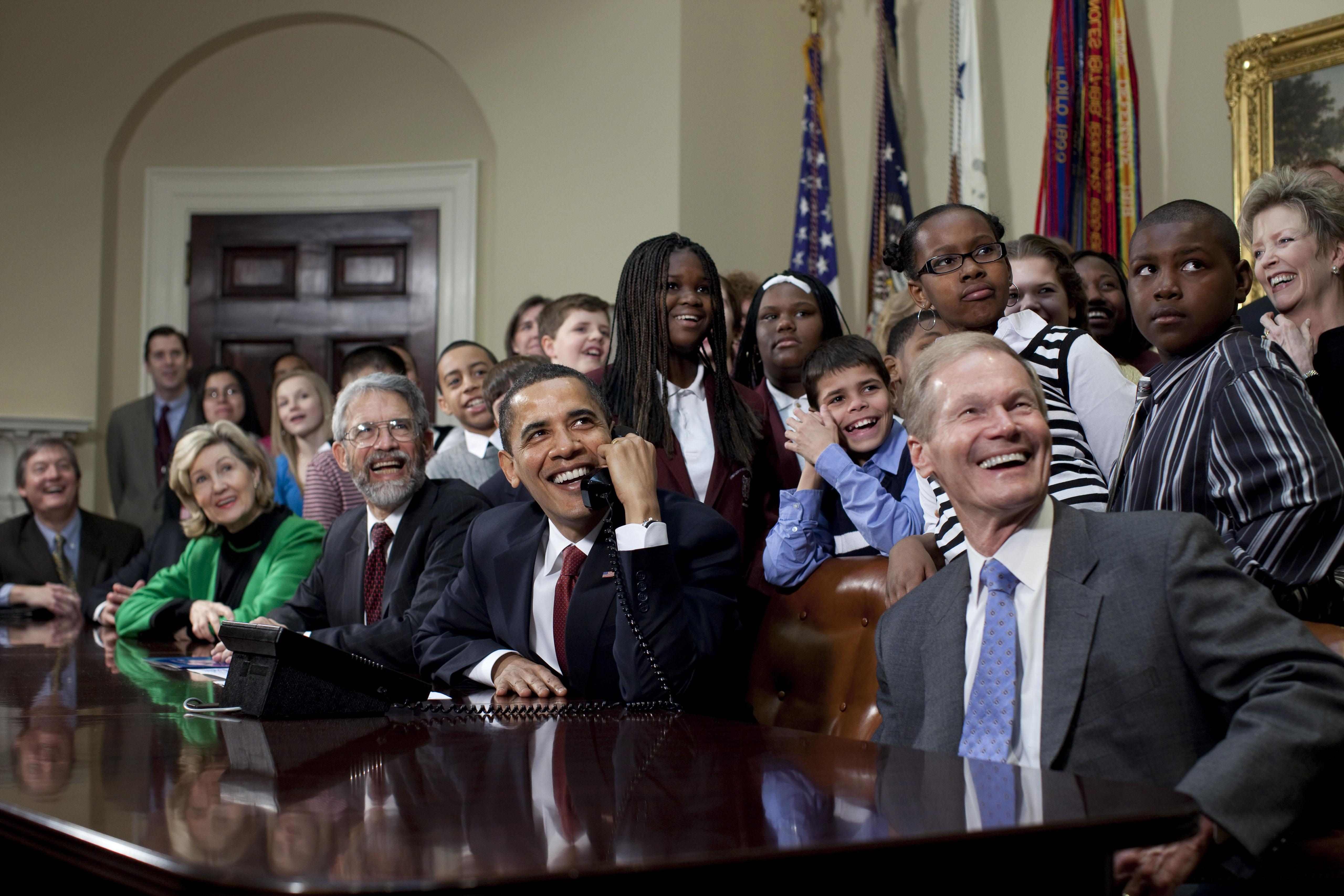
Il Presidente Obama assieme a membri del Congresso e alcuni alunni si è messo in comunicazione con gli astronauti del Discovery e della Stazione Spaziale

Durante la prima parte della giornata gli astronauti hanno continuato il trasferimento dei rifornimenti e degli equipaggiamenti tra il Discovery e la stazione. Nella seconda parte della giornata gli astronauti si sono riposati, partecipando a conferenze con i media. Inoltre, gli astronauti sono stati chiamati in videoconferenza dal Presidente Barack Obama, riunito nella Roosevelt Room della Casa Bianca assieme ad alcuni membri del Congresso ed alcuni alunni di una scuola elementare di Washington..

### Mercoledì 25 marzo (11º giorno)

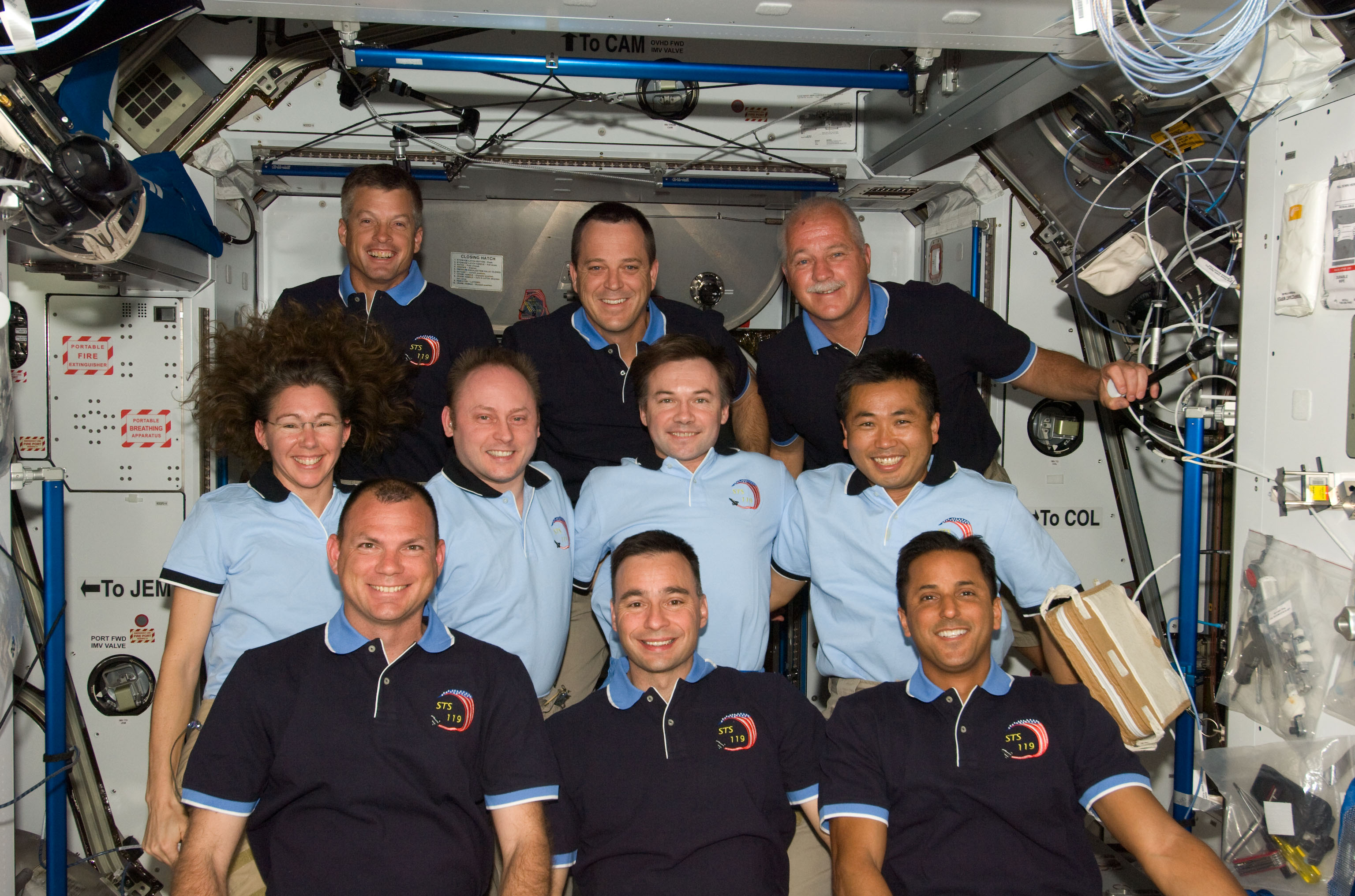
Gli astronauti della stazione e dello Shuttle posano assieme per una foto

Alle 16:53 UTC gli astronauti hanno tenuto la consueta cerimonia di commiato, dove il comandante della stazione Fincke ha ringraziato i membri del Discovery per i loro sforzi. I portelli tra lo Shuttle e la stazione spaziale si sono chiusi alle 17:59 UTC e il Discovery si è sganciato dalla stazione spaziale alle 18:53 UTC.

### Giovedì 26 marzo (12º giorno)
Il pilota Antonelli ha compiuto la consueta ispezione dello scudo termico del Discovery tramite l'OBSS. Questa verifica viene compiuta per verificare che non si siano verificati danni causati dall'impatto di detriti nel periodo in cui lo Shuttle è rimasto attraccato alla stazione spaziale. Le immagini sono state inviate a terra per le analisi.

### Venerdì 27 marzo (13º giorno)
L'equipaggio del Discovery ha effettuato i controlli di routine per l'atterraggio, previsto per sabato 28. I controlli hanno riguardato le superfici di volo, che permettono di controllare la discesa atmosferica, e il reaction control system, ovvero il sistema di propulsori che viene utilizzato per uscire dall'orbita ed iniziare il rientro.
Inoltre è stata ritratta l'antenna in banda Ku e configurato il sedile per Sandra Magnus. Infatti la Magnus ha trascorso quattro mesi in assenza di peso a bordo della stazione come membro dell'Expedition 18, e devono essere prese delle precauzioni per facilitare l'adattamento del suo corpo alla gravità.
Nella prima opportunità di rientro al Kennedy Space Center è prevista l'accensione del reaction control system per uscire dall'orbita alle 16:33 UTC e l'atterraggio alle 17:39 UTC. La seconda opportunità della giornata di sabato prevede l'uscita dall'orbita alle 18:08 UTC e l'atterraggio alle 19:14 UTC.

### Sabato 28 marzo (14º giorno)

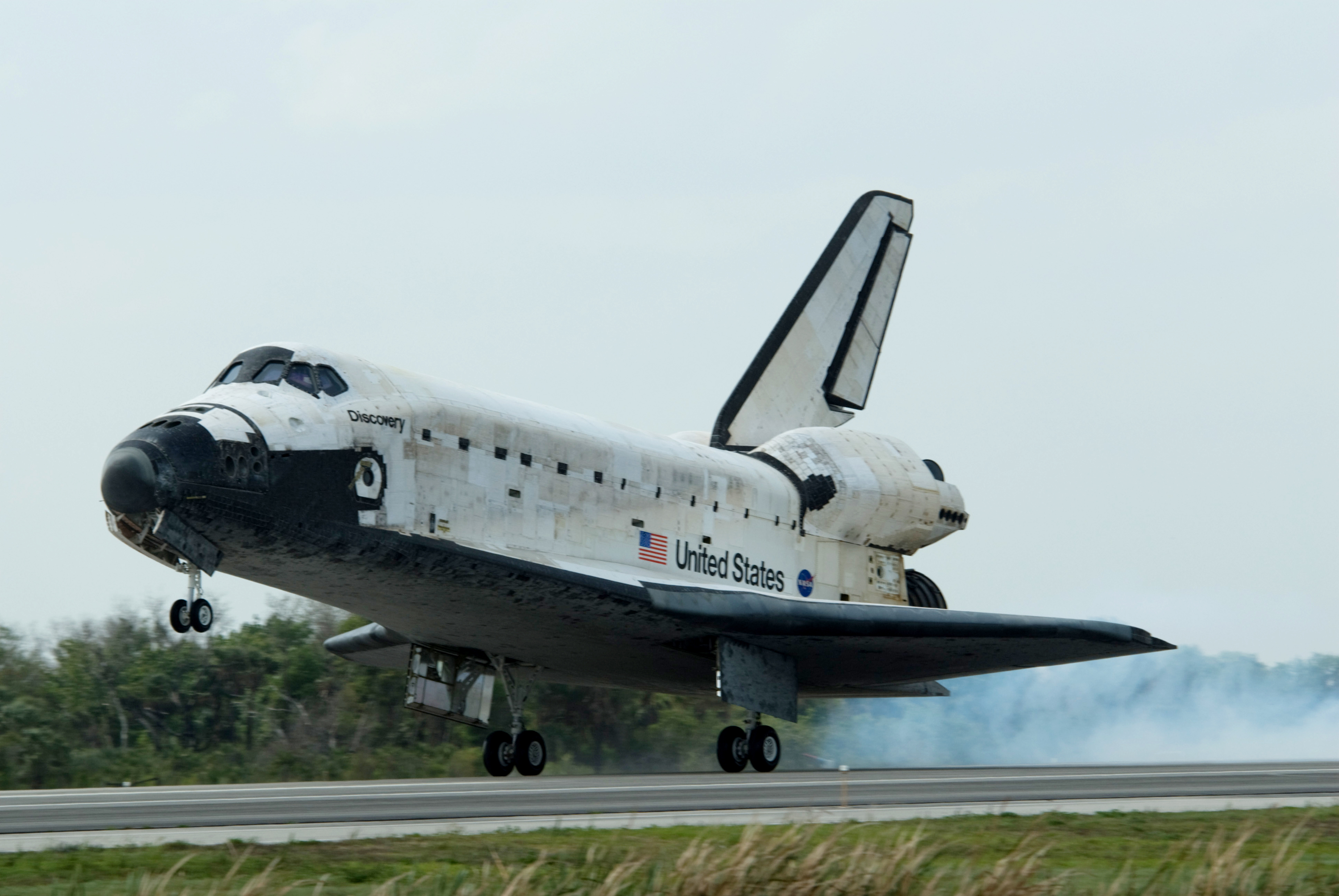
Il Discovery atterra al Kennedy Space Center al termine della missione STS-119

Le condizioni meteorologiche hanno costretto i responsabili NASA a scartare la prima opportunità e a sfruttare la seconda possibilità per far atterrare lo Space Shuttle. Alle 18:23 UTC gli astronauti hanno iniziato ad assumere fluidi, una procedura che agevola l'adattamento alla gravità del corpo umano. Alle 18:00 UTC è stata autorizzata l'accensione dei propulsori di manovra per uscire dall'orbita. Questa operazione è stata effettuata con successo alle 18:08 UTC. Alle 19:14 UTC il Discovery è atterrato regolarmente sulla pista 15 del Kennedy Space Center. "Benvenuti a casa, Discovery, dopo una grande missione che ha portato la ISS alla piena potenza" ha comunicato all'equipaggio il CAPCOM George Zamka.
"È bello avere il Discovery a casa, ha un ottimo aspetto", ha detto il direttore di volo Mike Leinbach, "l'equipaggio è rimasto estasiato da come ha funzionato in orbita". I responsabili della NASA si sono congratulati con l'equipaggio: "Penso che abbiamo lasciato la stazione in una configurazione di cui possiamo essere molto orgogliosi. È un team incredibile che rende queste missioni possibili. Non c'è nulla che non possa fare." ha commentato LeRoy Cain, Deputy Manager del Programma Space Shuttle.

### Attività extraveicolari
|      | Astronauta                          | Inizio             | Fine      | Durata          | Missione |
| ---- | ----------------------------------- | ------------------ | --------- | --------------- | --- |
| EVA1 | Steven R. Swanson Richard R. Arnold | 19 marzo 17:16 UTC | 23:23 UTC | 6 ore, 7 minuti | Installazione segmento S6, installazione radiatore, dispiegamento dei Beta Gimbal Assembly                                                                                             |
| EVA2 | Swanson Joseph M. Acaba             | 21 marzo 16:51 UTC | 23:21 UTC | 6 ore, 30 min   | Preparazione sostituzione batterie nel segmento P6, parziale installazione UCCAS, installazione antenna GPS sul laboratorio Kibo, ripresa immagini all'infrarosso di alcuni radiatori. |
| EVA3 | Arnold Acaba                        | 23 marzo 15:37 UTC | 22:04 UTC | 6 ore, 27 min   | Risposizionamento del Crew Equipment Translation Aid, lubrificazione braccio robotico dello Shuttle                                                                                    |

## Risveglio
Come tradizione per tutti i voli NASA a partire dal Programma Gemini, per ogni giorno di missione, l'equipaggio della STS-119 ascolta un particolare brano musicale scelto da un astronauta, che per lui ha un particolare significato.
- Giorno 2: "Free Bird", dei Lynyrd Skynyrd, per Dominic Antonelli. WAV Archiviato il 17 marzo 2009 in Internet Archive. MP3 Archiviato il 17 marzo 2009 in Internet Archive.
- Giorno 3: "Radio Exercise", del Tokyo Broadcast Children's Choir, per Koichi Wakata. WAV Archiviato il 17 marzo 2009 in Internet Archive. MP3 Archiviato il 17 marzo 2009 in Internet Archive.
- Giorno 4: "I Walk the line" di Johnny Cash per Steven R. Swanson. WAV Archiviato il 27 marzo 2009 in Internet Archive. MP3 Archiviato il 27 marzo 2009 in Internet Archive.
- Giorno 5: "Que Bonita Bandera" eseguita da Jose Gonzalez, per Joseph Acaba. WAV Archiviato il 27 marzo 2009 in Internet Archive. MP3 Archiviato il 27 marzo 2009 in Internet Archive.
- Giorno 6: "Box of Rain" eseguita dai Grateful Dead, per John Phillips. WAV Archiviato il 27 marzo 2009 in Internet Archive. MP3 Archiviato il 27 marzo 2009 in Internet Archive.
- Giorno 7: "In a Little While" eseguita dal gruppo "Pilgrim and Trout" per Richard Arnold. WAV[collegamento interrotto] MP3[collegamento interrotto]
- Giorno 8: "Alive Again" eseguita dai Chicago, per Lee Archambault. WAV Archiviato il 27 marzo 2009 in Internet Archive. MP3 Archiviato il 27 marzo 2009 in Internet Archive.
- Giorno 9: "Ain't Nobody Here but Us Chickens" di Louis Jordan, per Swanson. WAV Archiviato il 27 marzo 2009 in Internet Archive. MP3 Archiviato il 27 marzo 2009 in Internet Archive.
- Giorno 10: "Andrew's Song" eseguita dai Treestump, per Phillips. (Treestump è la band musica della figlia di Phillips) WAV Archiviato il 27 marzo 2009 in Internet Archive. MP3 Archiviato il 27 marzo 2009 in Internet Archive.
- Giorno 11: "Dirty Water" dei The Standells, per Antonelli. WAV Archiviato il 27 marzo 2009 in Internet Archive. MP3 Archiviato il 27 marzo 2009 in Internet Archive.
- Giorno 12: "Enter Sandman" dei Metallica, per Acaba. WAV Archiviato il 27 marzo 2009 in Internet Archive. MP3 Archiviato il 27 marzo 2009 in Internet Archive.
- Giorno 13: "Bright Side of the Road" di Van Morrison, per Arnold. WAV Archiviato il 27 luglio 2009 in Internet Archive. MP3 Archiviato il 27 luglio 2009 in Internet Archive.
- Giorno 14: "I Have a Dream" degli ABBA, per Magnus. WAV Archiviato il 27 luglio 2009 in Internet Archive. MP3 Archiviato il 27 luglio 2009 in Internet Archive.

## Missione di riserva
Nel caso di problemi alla missione STS-119 era previsto il lancio della missione STS-327 tramite lo Space Shuttle Endeavour